# 桂林号列车
桂林号列车，为中华人民共和国广西壮族自治区桂林市定于2021年10月1日运营的旅游观光列车，位于12米上的桂林新晋网红科技展厅内，原为桂林轨道交通1号线一部分。

## 建设历程
2017年8月，车辆亮相桂林，市民尝鲜体验，同年， 桂林市旅游专线试验线首段(中央公园站—会展中心站)已开工建设。2018年，桂林市城市轨道交通建设规划(2019～2022年)社会稳定风险分析公众参与信息公示发布。12月25日，桂林市轨道交通有限公司正式成立。2019年，桂林市城市轨道交通线网及建设规划（2019–2022）年环境影响评价第二次公示发布。7月，关于《桂林市城市轨道交通建设规划2019－2022》的申报情况发布。7月5日，桂林已将规划上报国家生态部门审批。10月28日，《桂林市城市轨道交通线网及建设规划（2019-2022年）环境影响报告书》通过国家生态环境部门审查。截止2020年，桂林市首轮城市轨道交通建设规划正在编制中，待完成并具备条件后才能报批。桂林云轨试验段计划于9月30日开通试运行，开通后具备跨座式单轨的试验及向桂林市民展示体验的功能。截止2020年10月，据桂林消息公众号，桂林市临桂新区旅游专线试验线西延段工程已开工建设。

## 试乘体验
2020年9月30日，赵乐秦秦春成张晓武现场调研并试乘体验。据桂林新鲜事透露，截止2020年10月，有网友率先体验了一把桂林云轨。10月15日，住桂林市的自治区政协委员和市政协常委视察团来到桂林轨道试验线山水公园站，视察桂林轨道实验线推进情况并参加试乘体验。

## 原轨道交通1号线1期
11月21日，桂林轨道交通1号线1期改名桂林市市郊铁路机场线，该市郊铁路由中铁工程设计咨询集团有限公司发布了专项技术服务询价书。

## 开通运营
2021年9月14日，旅游观光线观光试运营劳务派遣服务采购公告发布，9月15日，12米上的桂林科技展厅预约通道正式开启，内含桂林号列车，定于10月1日正式开通，可通过关注“12米上的桂林科技展厅”官微购票。